# Ctenogobiops tongaensis
Ctenogobiops tongaensis là một loài cá biển thuộc chi Ctenogobiops trong họ Cá bống trắng. Loài cá này được mô tả lần đầu tiên vào năm 2003.

## Từ nguyên
Từ định danh tongaensis vốn là tên gọi trước đây của đảo Đài Loan, cũng là nơi mà mẫu định danh của loài cá này được thu thập của loài cá này.

## Phân bố và môi trường sống
C. tongaensis hiện chỉ được biết đến ở cụm đảo Vavaʻu thuộc Tonga, còn ghi nhận của loài này ở Nhật Bản và đảo Sulawesi (Indonesia) cần xác nhận lại. Loài này được thu thập trên nền cát bùn và đá vụn ở độ sâu đến ít nhất 3 m.

## Mô tả
Chiều dài cơ thể lớn nhất được ghi nhận ở C. tongaensis là gần 4 cm.
Số gai vây lưng: 7; Số tia vây lưng: 11; Số gai vây hậu môn: 1; Số tia vây hậu môn: 11; Số gai vây bụng: 1; Số tia vây bụng: 5.

## Sinh thái
C. tongaensis sống cộng sinh với tôm gõ mõ Alpheus và sử dụng hang của tôm làm nơi trú ẩn.